# Lov
Lov je naziv za metode i načine uzgoja, zaštite i lova divljači. Obuhvaća traženje, promatranje, prebrojavanje, uzgoj, prihranjivanje, slijeđenje, odstrijel, hvatanje žive divljači, puštanje umjetno (u uzgajalištu) uzgojene divljači u lovišta.
Lovstvo je djelatnost koja obuhvaća uzgoj, zaštitu, lov i korištenje divljači. U pradavnim se vremenima čovjek bavio lovom iz nužde, radi podmirenja potreba za mesom i krznom; s razvojem društva lov postaje zabava, vježba, sport i zanimanje. Lovstvo ima i gospodarsku važnost, a povezano je s ostalim gosp. djelatnostima, osobito poljoprivredom, šumarstvom i industrijom.

## Povijest lova

##### Kameno doba
- Starije kameno doba ili protolitik: lovac je nomad, lovi sjekirom, kopljem, klopkama i jamama
- Srednje kameno doba ili miolitik: lovi se hvatanjem
- Mlađe kameno doba ili neolitik: lov postaje sekundarni izvor hrane i privilegija

##### Brončano doba
- lov i stočarstvo preuzimaju dominaciju

##### Željezno doba
- lov na konju kopljem
- lov lukom i strijelom
- lov prigonom na mreže u Iliriku
- lov lovnim pticama u Aziji

##### Antika
- lov služi za stjecanje ratnih vještina
- u Rimskom Carstvu, jedino robovi ne smiju loviti

##### Srednji vijek
- glavno oružje luk i strijela
- veliki skupni lovovi kao predigra za ratne pohode
- pojava prvih propisa
- prva puška se pojavljuje u 14. stoljeću
- potiskuju se klasični načini lova

##### Novi vijek
- nestašica lovnih životinja
- prekretnica godine 1848., uvode se zakonski propisi i zabrane
- godine 1893. prvi Zakon o lovu u Hrvatskoj
- uvode se pravila ponašanja

## Načini lova
- pojedinačni lov - lov dočekom, lov vabljenjem
- skupni lov - lov prigonom, pogonom i ostali oblici skupnog lova
- lov uz pomoć ptica grabljivica

## Poveznice
- Lovočuvar
- Krivolov
- Lovački pas

## Vanjske poveznice
- Hrvatski lovački savez
- Lovstvo Hrvatska tehnička enciklopedija, portal hrvatske tehničke baštine. LZMK